# Fuerzas Armadas de Nepal
Las Fuerzas Armadas de Nepal son las fuerzas militares de Nepal. El ejército nepalés actual traza sus raíces históricas directas del Real Ejército de Nepal, renombrado en el reconocimiento de la transición de Nepal de una monarquía a una república popular elegida en 2006. Compuesto sobre todo por el Ejército Terrestre Nepalí, organizado en seis divisiones de combate activas, en las Fuerzas Armadas de Nepal también operan el Servicio Aéreo del Ejército de Nepal, una división más pequeña diseñado para apoyar las operaciones del ejército y proporcionar apoyo ligero de combate cercano. El Ejército de Nepal también opera con formaciones más pequeñas responsables de la organización de la defensa aérea, de la logística, de las comunicaciones militares, de la artillería, y de las fuerzas aerotransportadas dentro del territorio nepalés. Además, las Fuerzas Armadas de Nepal actúa como una fuerza paramilitar encargada de mantener la seguridad interna en Nepal. Se ha descrito en ocasiones como "la fuerza armada más inclusiva", por el hecho de estar compuesta por más de 125 grupos étnicos y una gran balance entre hombres y mujeres.
Las Fuerzas Armadas de Nepal son una fuerza voluntaria con un estimado de 95.000 personas en servicio activo en 2010, con un presupuesto militar anual estimado de alrededor de 60 millones de dólares, sin incluir la asistencia militar de la República Popular China o más recientemente de los Estados Unidos de América. Aunque la mayor parte del equipo militar de Nepal son importaciones de la vecina India o de China, Nepal ha recibido 20.000 rifles M-16, así como equipo de visión nocturna de los Estados Unidos para ayudar a los esfuerzos contra el terrorismo post-11/9. El ejército nepalés compró 1.000 rifles Galil de Israel y recibió 2 helicópteros V-5 de Rusia que fueron ordenados en 2013.

## Organización
La actual organización de mando y control del ejército de Nepal está plenamente garantizada en la nueva constitución. A partir de febrero de 2012, Nepal se encamina hacia la nueva era de la paz y el desarrollo. Sin embargo, puede tomar tiempo para ajustar los altibajos políticos a fin de promulgar una nueva constitución con la firma del público en general.

### Mando supremo
Según el artículo 262 de la Constitución de Nepal, el presidente de Nepal es el Comandante Supremo y Jefe del Ejército de Nepal. Actualmente, Ram Chandra Poudel, elegido presidente de Nepal el 13 de marzo de 2023, es el comandante supremo del Ejército de Nepal.
Antes de 2006, cuando el movimiento democrático en Nepal obligó al rey a restaurar la democracia en 2006, el artículo 119 de la Constitución de 1990 declaraba que Su Majestad el Rey era el Comandante Supremo del Real Ejército de Nepal. Sin embargo, tras la revolución del Poder Popular en abril de 2006, La constitución de 1990 ha sido reemplazada por una constitución provisional que ha apartado al rey del ejército. El 28 de mayo de 2008 la monarquía fue abolida formalmente y Nepal fue declarado República.

### Consejo de Defensa Nacional
La Constitución de Nepal prevé el Consejo de Defensa Nacional, que incluye al primer ministro, al ministro de defensa, al ministro del Interior y otros tres ministros nombrados por el primer ministro, que recomiendan y dirigen al Consejo de Ministros la movilización. Por recomendación del Consejo de Ministros, el presidente autoriza la movilización, operación y uso del Ejército de Nepal.
Antes de la Constitución, la Constitución de 1990 se basaba en un consejo de defensa. Este consejo solía tener tres miembros, el primer ministro, el ministro de defensa y el Jefe del Estado Mayor del Ejército. De acuerdo con la Constitución, el rey (como Comandante Supremo) solía "operar y utilizar" el "Real Ejército Nepal por recomendación" de este consejo.